# Theodor Nolte

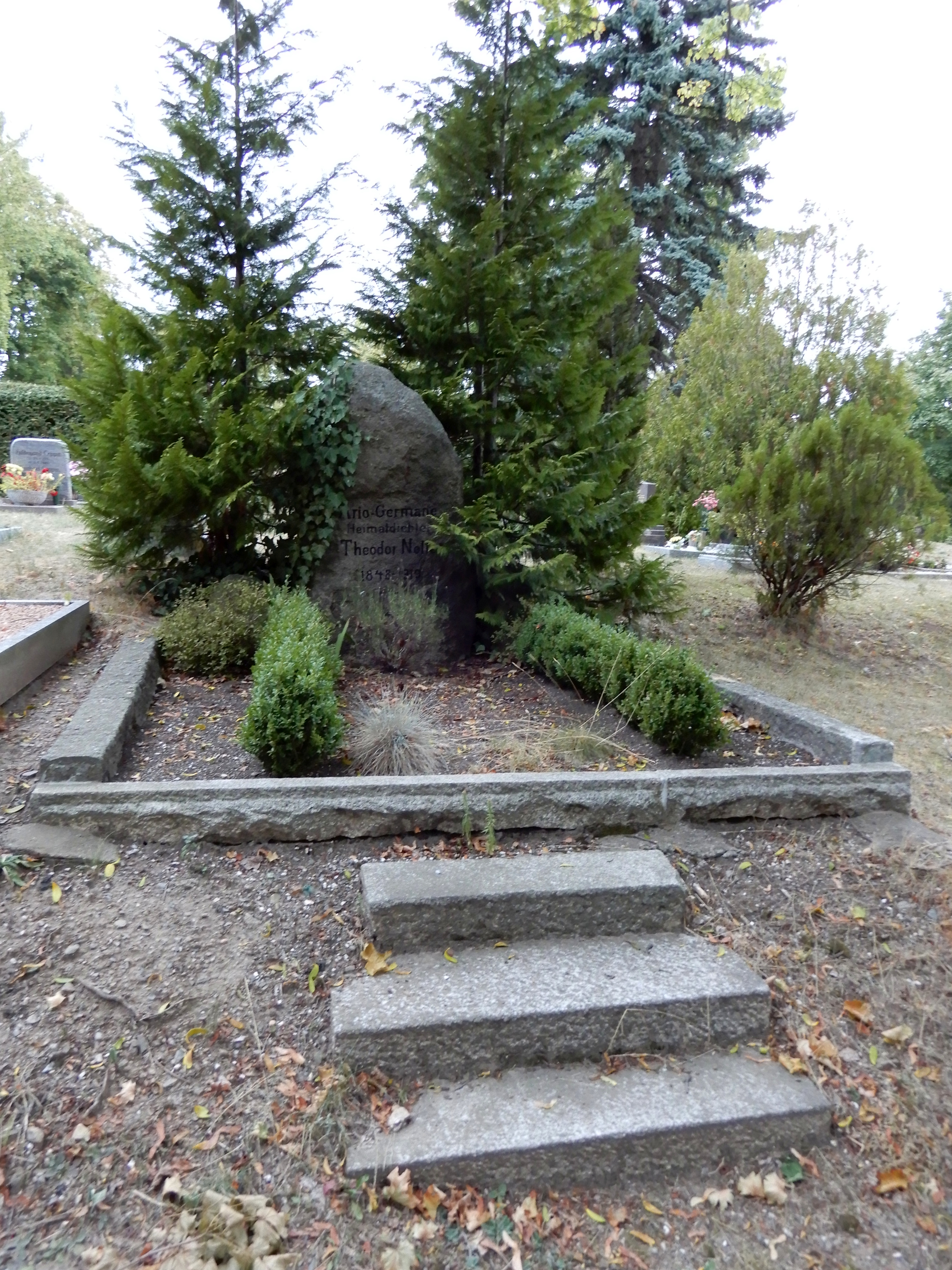
Grab Theodor Nolte auf dem Friedhof Thale

Theodor Nolte (* 3. Dezember 1848 in Magdeburg; † 11. Februar 1919 in Thale) war ein Heimatforscher und Heimatdichter mit Arbeitsschwerpunkt in der Region um Thale und dem Bodetal im Harz.

## Leben
Theodor Nolte verlor früh seine Eltern und wurde schon mit fünf Jahren Waise. Er kam zu seinem Onkel nach Burg (bei Magdeburg), wo er, trotz Neigung zum Studieren, das Bäckerhandwerk zu erlernen hatte. Nolte verfasste in der Freizeit Gedichte. Zweimal versuchte er sich durch Flucht der auch mit körperlicher Gewalt einhergehenden Situation zu entziehen, was jedoch misslang. Er nahm am Deutsch-Französischen Krieg 1870/71 teil. Danach war er auf Wanderschaft und ließ sich in Quedlinburg als Bäcker nieder. 1877 heiratete er die jüngste Tochter des verarmten Rittergutsbesitzers und Schlossherrn Olberg. Das Bäckerhandwerk gab er auf und verzog um 1880 nach Thale, wo er mit einem Verkaufsstand für Harzandenken seinen Lebensunterhalt verdiente. Darüber hinaus verfasste er diverse Schriften in Bezug auf die Region um Thale. Seine Frau und ein Sohn verstarben früh. Mehrere Töchter führten sein Andenkengewerbe fort.
Zusammen mit Friedrich Sonntag, dem Wirt des Hotels Roßtrappe, gründete Nolte am 20. Februar 1894 den Zweigverein Thale des Harzvereins für Geschichte und Altertumskunde und veröffentlichte Artikel über Harz-Forschungen in der Harz-Zeitschrift des Vereins. Er erlangte als Chronist von Thale und Umgebung überregionale Bekanntheit. Trotzdem verstarb er 1919 – durch den Hunger der Kriegs- und Nachkriegszeit gezeichnet – verarmt in Thale.

## Ehrungen
In Thale ist zu seinen Ehren eine Straße als Theodor-Nolte-Straße bezeichnet. Am Übergang von der Hubertusstraße zur Hubertusinsel erinnert eine Gedenktafel an ihn. Seine Grabstätte auf dem Friedhof in Thale steht unter Denkmalschutz.

## Werke (Auswahl)
- Harz-Romantik: meinem Bodethal; poetische Erinnerungen. Gedichtsammlung, 1887. OCLC 246954918
- Die Roßtrappe, der Hexentanzplatz und das Bodetal in landschaftlicher und geschichtlicher Beziehung und ihre Sagenwelt. 1892
- Die Bedeutung der Roßtrappe als heidnische Opferstätte des Germanentums vor 2000 Jahren. 1893
- Die Edda, das Evangelienbuch des alten Germanentums und ihre Beziehungen zum Bergtheater in Thale.
- Der altheilige Opferstein mit Becken und Hakenkreuz in der Walpurgishalle auf dem Hexentanzplatz. 1901.
- Die Rosstrappe, der Hexentanzplatz und das Bodetal in landschaftlicher und geschichtlicher Beziehung. 1905.